# Southern Cross Car Australian
Die Southern Cross Car Australian war eine Automobilfirma, die der australische Flugpionier Charles Kingsford Smith als Vorsitzender, Direktor und auch als Entwickler dieses Unternehmens gründete. Kingsford Smith war der erste Pilot, der den Pazifischen Ozean von den Vereinigten Staaten Richtung Australien im Jahre 1928 überquerte und weitere Flugrekorde aufstellte.
Die Produktion fand ab Juni 1933 bei der Marks Motor Construction Ltd in Burwood in New South Wales statt. Es gibt heute keine Exemplare dieser Fahrzeuge mehr. In Quellen wird berichtet, dass lediglich vier, sechs bzw. zehn Fahrzeugen hergestellt wurden.
Angetrieben wurden die Automobile von einem luftgekühlten Vierzylinder-Boxermotor mit einer Leistung von 41 KW. Die Fahrzeuge hatten eine Viergangschaltung. Das Fahrgestell bestand aus laminiertem Holz, aus dem auch die damalige Konstruktion von Flugmaschinen hergestellt war. Es wird berichtet, dass ein Feuer das letzte Fahrzeug in den frühen 1970er Jahren zerstörte. Es galt schon seinerzeit aufgrund seines hölzernen Fahrgestells als ein feuergefährdetes Fahrzeug.
In einer Quelle wird berichtet, dass Kingford Smith im Juni 1933 vier Fahrzeuge bauen ließ, bevor er auf einem Rekord-Flugversuch mit seinem Kopiloten über der Andamanensee verschollen blieb. Zwei dieser Automobile hatten je vier Türen und zwei Cabriolets je zwei Türen. Die Automobilherstellung wurde nach dem Tod von Kingsford Smith bei einem Absturz anlässlich eines Nachtflugs am 8. November 1935 in der Andamanensee aufgegeben.